# Damernas dubbelsculler i rodd vid olympiska sommarspelen 1992
Damernas dubbelsculler i rodd vid olympiska sommarspelen 1992 avgjordes mellan den 27 juli och 1 augusti 1992.

## Medaljörer
| Gren          | Guld                                   | Silver                                     | Brons                        |
| Dubbelsculler | Kerstin Köppen och Kathrin Boron (GER) | Veronica Cochelea och Elisabeta Lipă (ROU) | Gu Xiaoli och Lu Huali (CHN) |

## Resultat

### A-final
| Placering | Roddare                              | Land           | Tid     |
| --------- | ------------------------------------ | -------------- | ------- |
| 1         | Kerstin Köppen och Kathrin Boron     | Tyskland       | 6:49,00 |
| 2         | Veronica Cochelea och Elisabeta Lipă | Rumänien       | 6:51,47 |
| 3         | Gu Xiaoli och Lu Huali               | Kina           | 6:55,16 |
| 4         | Philippa Baker och Brenda Lawson     | Nya Zeeland    | 6:56,81 |
| 5         | Annabel Eyres och Alison Gill        | Storbritannien | 7:06,62 |
| 6         | Sarija Zakyrova och Inna Frolova     | OSS            | 7:09,45 |